# Schefflera shweliensis
Schefflera shweliensis är en araliaväxtart som beskrevs av William Wright Smith. Schefflera shweliensis ingår i släktet Schefflera och familjen araliaväxter. Inga underarter finns listade.